# Keltenkreuz

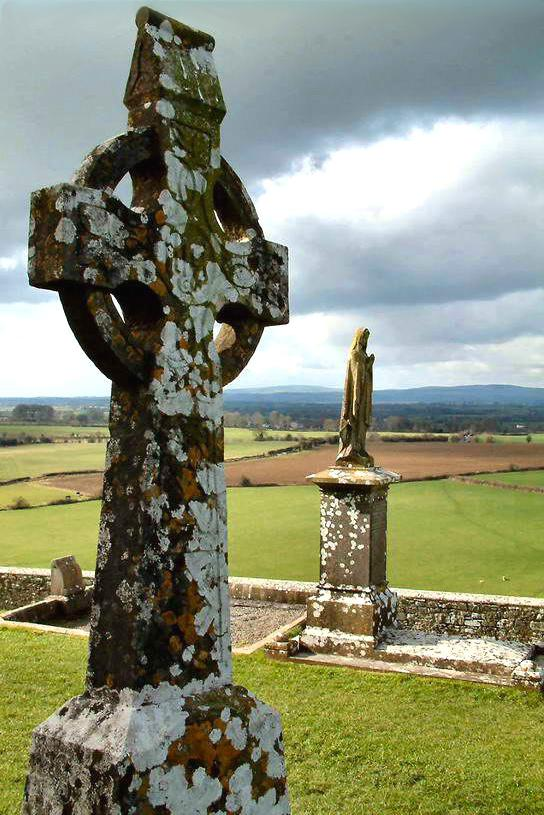
Hochkreuz in Irland

Ein Keltenkreuz, Hochkreuz oder irisches Kreuz ist ein Element der mittelalterlichen sakralen Kunst im keltischen Kulturraum der britischen Inseln und Irlands (Cornwall, Irland, Isle of Man, Schottland, Wales). Es ist ein Balkenkreuz mit verlängertem Stützbalken (lateinisches Kreuz), meist aus Stein gehauen, bei dem um den Schnittpunkt der Balken ein Ring liegt. In der Heraldik wird diese Form, die sich im Volkstum bis nach Schweden (Mittsommerkreuz) verbreitet hat, als Radkreuz bezeichnet. Die ursprünglichen irischen Hochkreuze fanden sich nicht auf Grabstätten, sondern markierten dekorativ ein besonderes Gebiet oder heiliges Land. Sie waren auch regionale gesellschaftliche Treffpunkte, um die herum Feiern abgehalten wurden.

## Frühe Formen

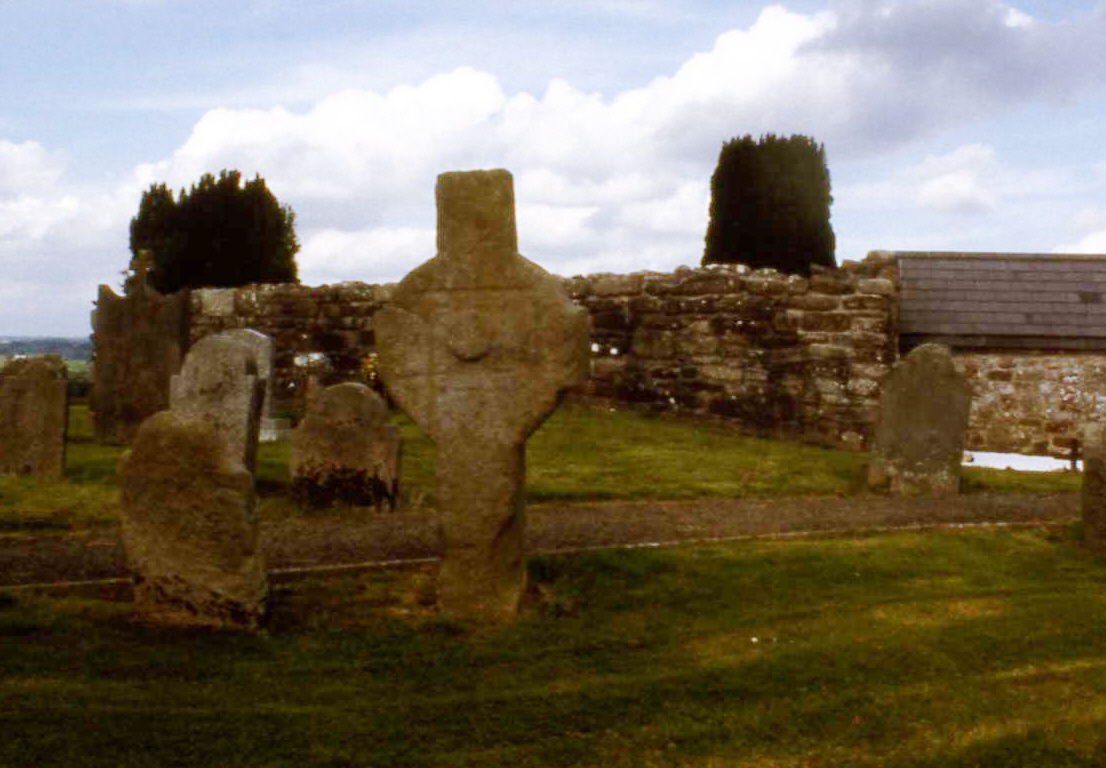
Keerogue Cross

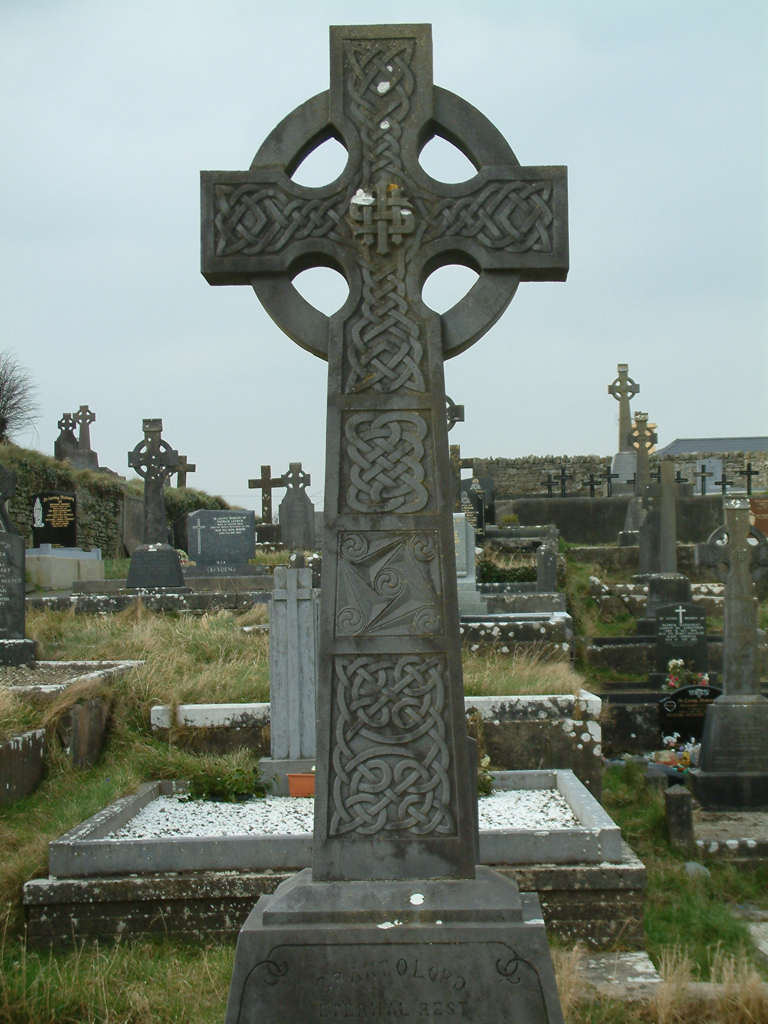
Keltisches Kreuz als Grabstein

Die Vorform bilden einfache Kreuze, die in Menhire eingeschnitten wurden. Sie sind auf der Dingle-Halbinsel im County Kerry am häufigsten. Bei den ältesten irischen Kreuzen (Cross-Slabs) in Carndonagh und Fahan, im County Donegal fehlt der Ring, der erst bei den Kreuzen von Ahenny (8. Jahrhundert) und Moville (Cooley Cross) erscheint und im 12. Jahrhundert (Dysert O’Dea, County Clare) wieder verschwindet, aber bei Grabkreuzen bis heute üblich ist. 
Einen formalen Ansatz zum echten Keltenkreuz stellt das rohe Keerogue Cross in Errigal auf einem Friedhof in County Tyrone dar. Eine Entwicklung in Richtung Keltenkreuz ist vielleicht auch das undatierbare Kreuz auf dem Friedhof von Noughaval (Clare) (County Clare). Besonders die frühirischen Kreuze (von Carndonagh und Kloster Fahan – 7. und 8. Jahrhundert) aber auch die etwas späteren walisischen „Pillar crosses“ (Neuadd Siarman) sind mit Knotenmuster-Variationen verziert. Auf manchen Kreuzen finden sich Bilder, die nicht in den christlichen Kontext passen, etwa berittene keltische Krieger.

## Spätere Formen
Die Hochkreuze Irlands werden in regionale Gruppen unterteilt (Barrow Valley, Midlands, Nordleinster, Ossory und Ulster). Später werden Figurengruppen, wie sie besonders gut das Ardboe und das Donaghmore Kreuz im County Tyrone zeigen, typisch. Nur Kreuze, die nach dem 9. Jahrhundert entstanden, zeigen häufig biblische Szenen (Kells, Clonmacnoise Südkreuz), manche davon sind rein ornamental. Die vor dieser Zeit errichteten Hochkreuze zeigen ausschließlich irisch-keltische Muster und Symbole. Den Höhepunkt der bildlichen Kunst stellt das Muiredach-Kreuz von Monasterboice, Co. Louth dar. Ein stilistisch völlig anderes und wohl schönstes der erhaltenen Hochkreuze ist das von Moone im County Kildare. Die Gestaltung mit Tieren und Vögeln dürfte auf Ideen im gälisch-keltischen Raum vor der Christianisierung zurückgehen. Die späten Kreuze (12. Jahrhundert) haben den Ring noch in der Ornamentik, aber nicht mehr in der Kontur. Manchmal ist der Ring anliegend, häufiger ist er aber mit viertelkreisförmigen Durchbrüchen leicht abgesetzt. Oftmals hat er im Vergleich zu den Kreuzbalken einen verminderten Querschnitt. Die Ornamentik des Kreuzes selbst ist meist gerahmt und wurde offenbar erst nach dem Aufstellen des Kreuzes auf die vorbereiteten Flächen des Steins eingemeißelt. Das „unfertige Kreuz von Kells“ verweist auf dieses Vorgehen. Der vertikale Balken kann nach unten dicker werden oder einen Sockel besitzen. Die Iren unterscheiden zwischen gewöhnlichen Keltenkreuzen und Keltischen Hochkreuzen insofern, als letztere ornamental und mindestens 800 Jahre alt sind.

## Vorkommen in Irland und Großbritannien

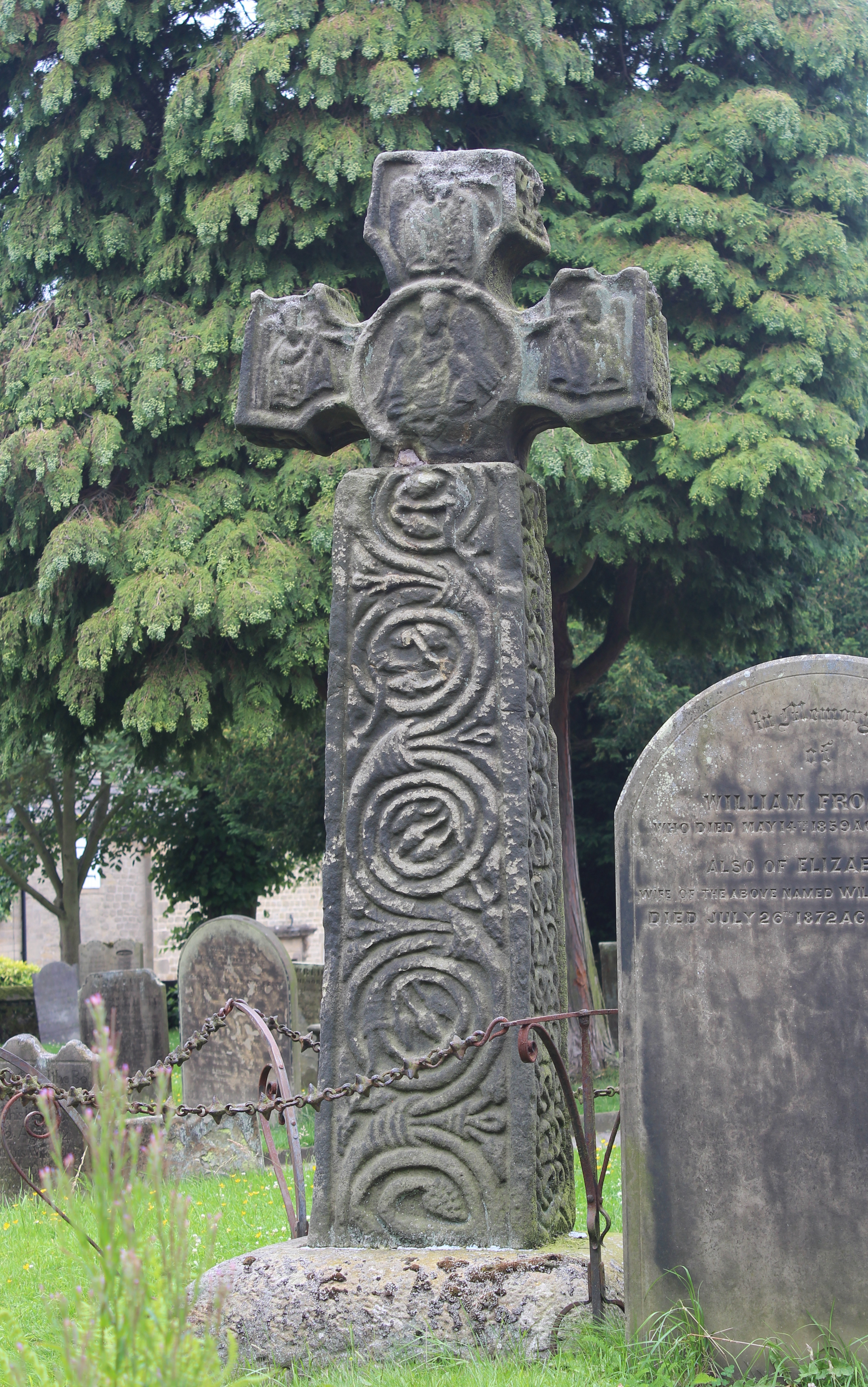
Hochkreuz, Eyam, England

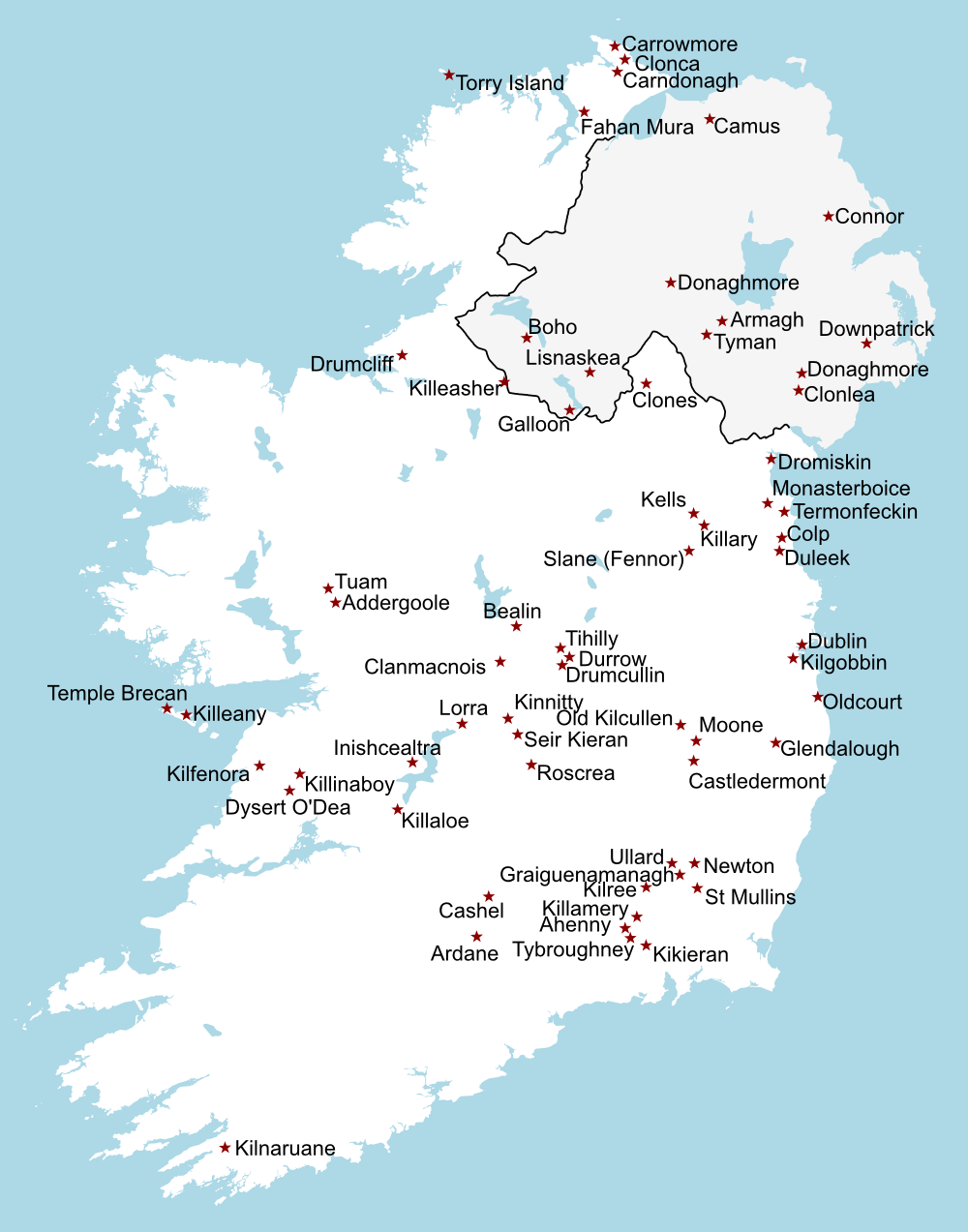
Hochkreuze in Irland

Steinmonumente sind auch auf den Britischen Inseln Teil des frühchristlichen Gedenkens. Schottland hat wichtige Steine aus der Anfangszeit des Christentums. Dazu gehören die Hochkreuze von Iona und Kildalton aus dem späten 8. Jahrhundert. Den Völkern im frühmittelalterlichen Schottland, Pikten, Skoten, Briten und Angeln werden verschiedene bildhauerische Stile zugewiesen.
Im Norden und Osten Schottlands lebten die Pikten. Bevor sie freistehende Kreuze schufen (Dupplin-Cross), wählten sie große Steintafeln (Cross-Slabs) aus, die sie vor dem Hintergrund des Kreuzes verzierten. Obwohl die piktische Symbolik mit dem Christentum vereinbar war, wurde sie nie auf die Kreuzseite des Steins gesetzt. Im späten 8. und 9. Jahrhundert erscheinen Steine mit christlichen Motiven neben den piktischen Symbolen. Sie zeigen, dass die Pikten Zugang zur christlichen Ikonographie gefunden hatten. Die biblische Geschichte um David war ein Favorit der Darstellungen. Auf dem steinernen Schrein von St. Andrew ist sie beeindruckend gestaltet. Motive wie Daniel in der Löwengrube oder Paulus und Antonius, die Brot in der Wüste brechen, kommen ebenso vor.
Kreuzsteine wurden auch von den Britonen in Strathclyde und Galloway bevorzugt, wohingegen die Skoten von Argyll und die Angeln im Südosten Schottlands freistehende Kreuze vorzogen. Die Hochkreuze auf Iona und Islay zeigen die Verbindung zwischen irischen, piktischen und northumbrischen Elementen, während das großartige Ruthwell Cross in Dumfriesshire mit seinen lateinischen und Runen-Inschriften ein Höhepunkt frühmittelalterlich europäischer Kunst ist. Das angelsächsische Kreuz von Eyam, im Stil des 8. Jahrhunderts befindet sich in Eyam in Derbyshire.

## Nordeuropa
Das Ringkreuz ist auch aus Schweden bekannt, wo es auf Gotland als Triumphkreuz und ansonsten als Mittsommerkreuz anzutreffen ist. Das sechsblätterige Sternmuster auf dem schottischen Cross-Slab Cladh a’Bhile, hat auf Gotland ebenfalls seine Entsprechungen. Auf diese Verbindungslinie weist auch der Sueno’s Stone, ein schottischer Bildstein mit nordischen Motiven, der nach dem dänischen König Sven (Gabelbart) benannt sein soll.
Bekannte irische Hochkreuze:
- Ahenny, County Tipperary
- Ardboe, County Tyrone
- Bealin, County Westmeath
- Carndonagh, County Donegal
- Cloncha, County Donegal
- Drumcliff, County Sligo
- Dysert O’Dea, County Clare

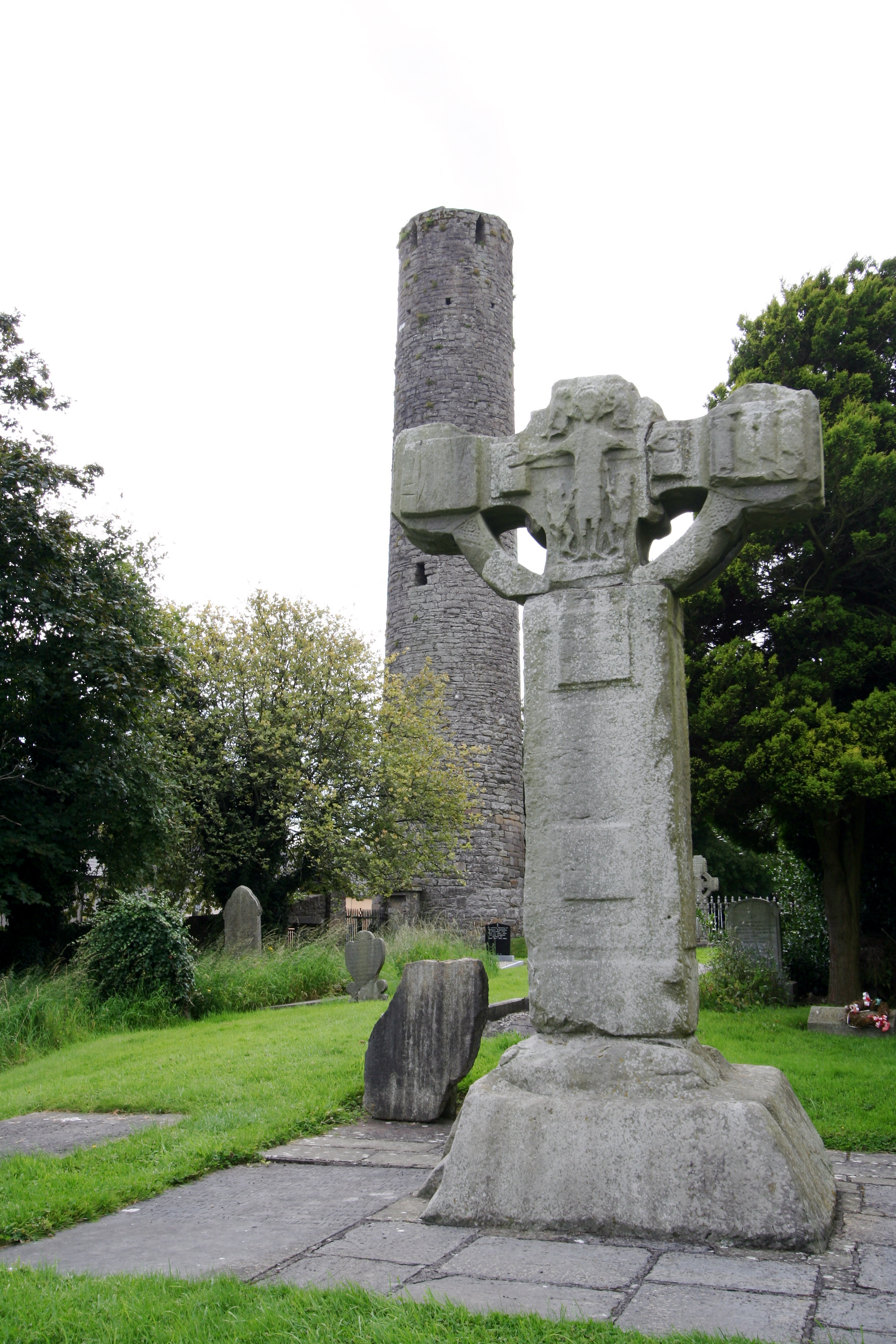
Rundturm und Kreuz von Kells

- Glendalough County Wicklow St. Kevin’s Cross
- Fahan, County Donegal
- Monasterboice, County Louth
- Clonmacnoise Cross of the Scriptures, County Offaly
- Clonmacnoise North Cross, County Offaly
- Clonmacnoise South Cross, County Offaly
- Kells, County Meath
- Moone, County Kildare

Bekannte schottische Kreuze (keine Cross Slabs):
- Dupplin-Cross
- Iona Abbey Crosses
- Inchbrayok Cross
- Kildalton Cross
- Meigle 1 Cross
- Ruthwell Cross,
- St. Martins Cross

Bekannte englische Kreuze:
- Kreuz von Eyam an der Kirche von St Lawrence, in Eyam, Derbyshire
- Kirche von  St Meubred, Cardinham, Cornwall

## Kontinent

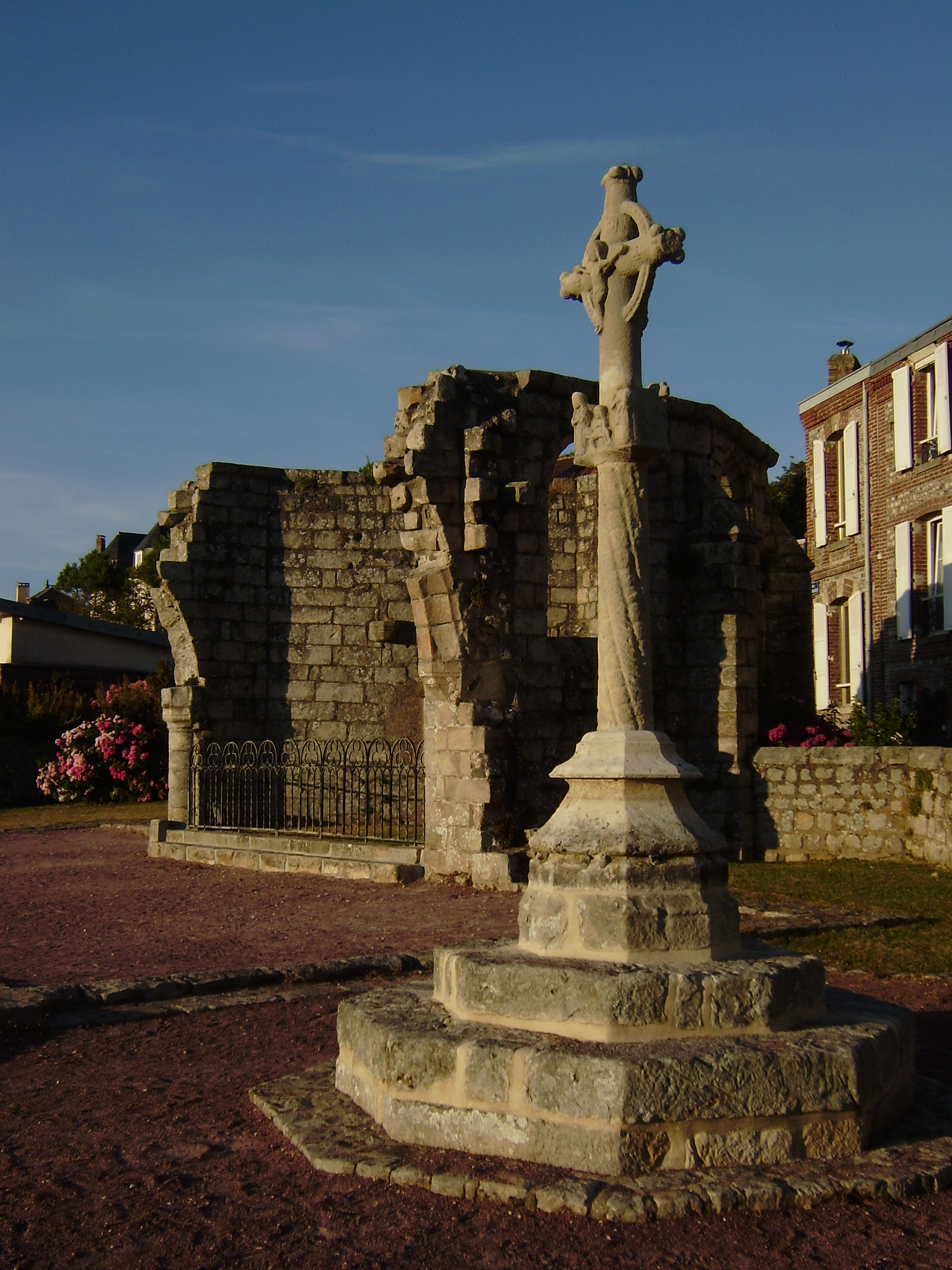
Veules-les-Roses

### Frankreich
Außerhalb der Britischen Inseln findet sich diese Kreuzform wenig, doch gibt es zahlreiche französische Beispiele von der Küste des Pays de Caux (Veules-les-Roses, Saint-Pierre-en-Port usw.) bis in die Bretagne (Lanvallay usw.) sowie an Wanderwegen im Limousin und in der Auvergne.
Weitere Beispiele befinden sich auf alten Grabsteinen der Halbinsel Cotentin.

### Deutschland
In Deutschland stehen das Ansverus-Kreuz in Einhaus und das Kleverschusskreuz in Lübeck. Ein weiteres Keltenkreuz findet sich in der Kirche St. Maximilian (München) am Hochaltar.
Ein besonders großes Keltenkreuz steht auf einem Kriegsgefangenenfriedhof in Dietkirchen bei Limburg an der Lahn. Es wurde 1917 eingeweiht und wurde von irischen Kriegsgefangenen, die in einem Kriegsgefangenenlager in Dietkirchen lebten, für ihre verstorbenen Kameraden errichtet.

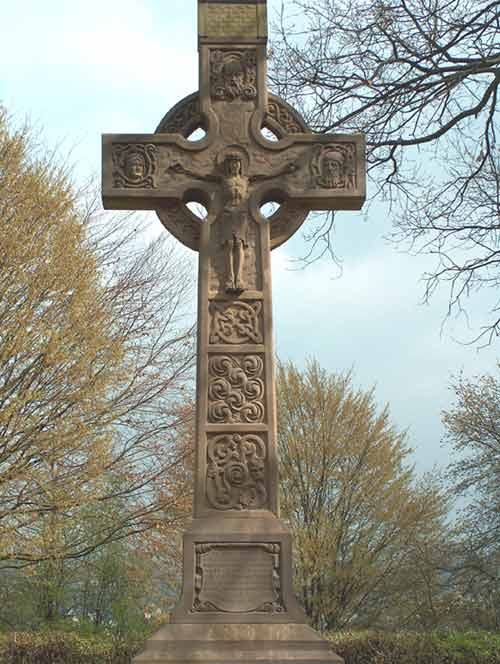
Irisches Hochkreuz, in Dietkirchen an der Lahn (Westansicht)
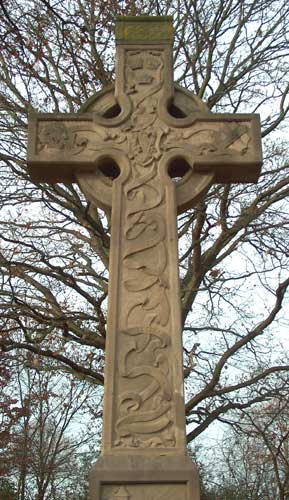
Irisches Hochkreuz, in Dietkirchen an der Lahn (Ostansicht)

## Symbol in der rechtsextremen Szene

Gleichschenkliges Keltenkreuz als Emblem der verbotenen VSBD/PdA

Das gleichschenklige Keltenkreuz war auch das Zeichen der rechtsextremen und verbotenen
Volkssozialistischen Bewegung Deutschlands (VSBD/PdA) und ist noch heute als Symbol in der rechtsextremen Szene – in stark stilisierter Form – weit verbreitet. In diesem Zusammenhang handelt es sich um ein nach dem deutschen Strafgesetzbuch strafbares Verwenden von Kennzeichen verfassungswidriger Organisationen. Nach der Rechtsprechung des Bundesgerichtshofs kann auch eine isolierte Verwendung eines stilisierten gleichschenkligen Keltenkreuzes (also „die Darstellung eines gleichschenkligen Balkenkreuzes, um dessen Schnittpunkt ein Ring gelegt ist“) nach § 86a des deutschen Strafgesetzbuches strafbar sein, wenn nicht die äußeren Umstände eindeutig ergeben, dass der Schutzzweck der Norm nicht tangiert ist. Das gleichschenklige Keltenkreuz wird meist mit der White-Power-Bewegung der USA in Verbindung gebracht.
Diese Variante ähnelt auch dem Symbol des sogenannten Zodiac-Killers, eines Serienmörders der späten 1960er-Jahre der USA, dessen Taten jedoch nicht rassistisch motiviert waren.
In Frankreich war das Keltenkreuz seit 1945 das Symbol mehrerer rechtsextremer und neofaschistischer Gruppierungen, besonders prominent wurde es in den 1960er Jahren durch die Verwendung durch die OAS, eine paramilitärische Organisation, die mit Gewalt die Unabhängigkeit Algeriens zu verhindern versuchte.
Die Europäische Nationale Front (ENF), ein ehemaliger Zusammenschluss europäischer rechtsextremer Parteien, verwendete ein stilisiertes Keltenkreuz in ihrem Logo. In Polen wurde das Symbol 2011 von der Partei Nationale Wiedergeburt Polens (polnisches Mitglied der ENF) als eingetragene Marke registriert.

## Schriftzeichen
In Unicode ist ab Version 7.0 (Juni 2014) das Keltenkreuz als Schriftzeichen U+1F548 (🕈 ) celtic cross im Block Verschiedene piktografische Symbole enthalten.